# Parco Archeologico della Neapolis

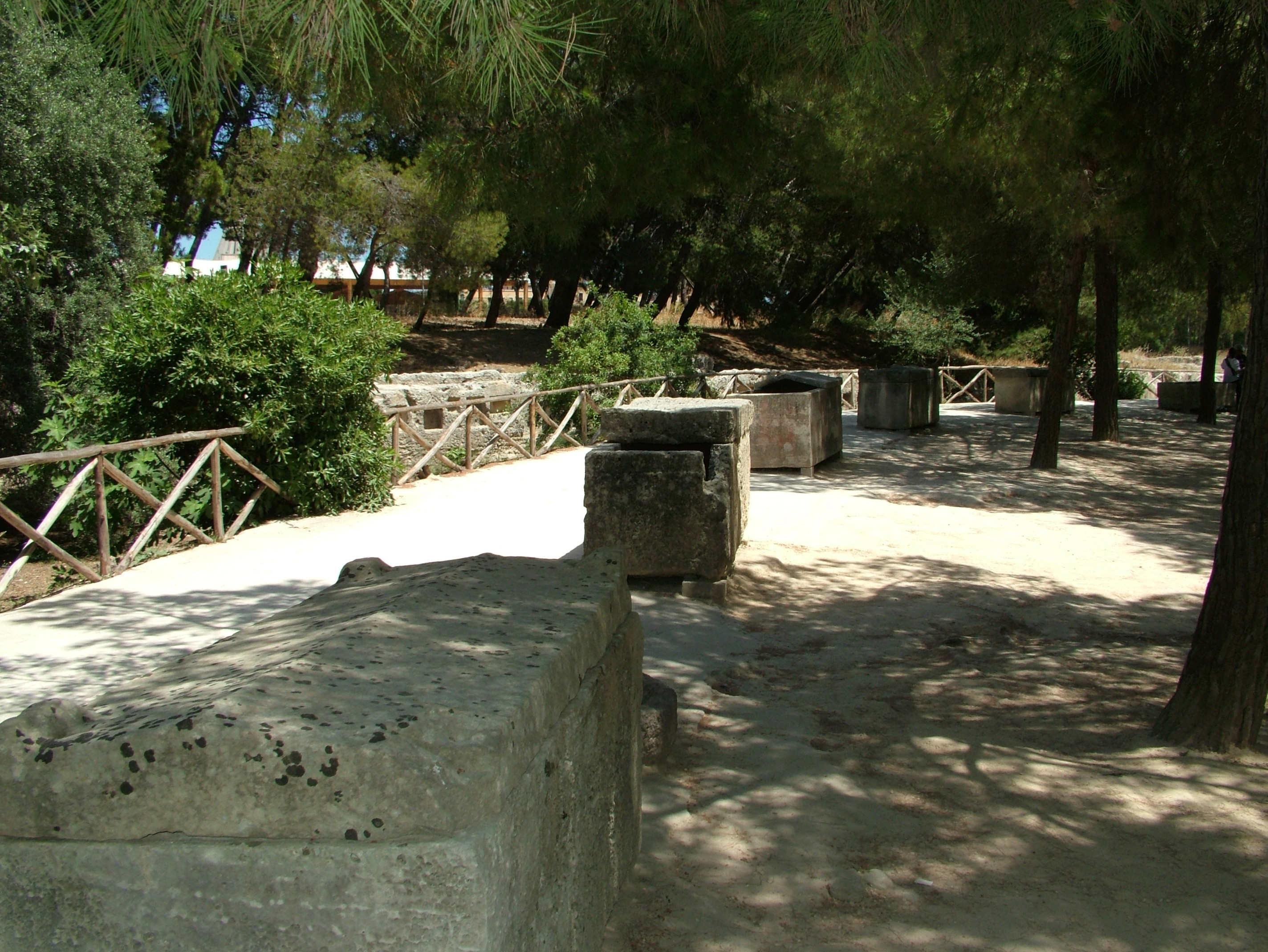
Sarkophage im Parco Archeologico della Neapolis

Der Parco Archeologico della Neapolis oder Parco monumentale della Neapolis ist ein archäologischer Park in Syrakus auf Sizilien. 
Zu diesem Park gehören das griechische Theater, das Heiligtum des Apollon Temenites, das römische Amphitheater, der Altar Hierons II, die Latomia del Paradiso, die Latomia Intagliatella, die Latomia di S. Venera und die Nekropole Grotticelle.

## Allgemeines
Der Park entstand in den Jahren 1952 bis 1955. Er liegt im nordwestlichen Teil der Stadt. Zum Park gehört auch die kleine Kirche S. Nicolò dei Cordari aus dem 11. Jahrhundert. 

## Latomia del Paradiso

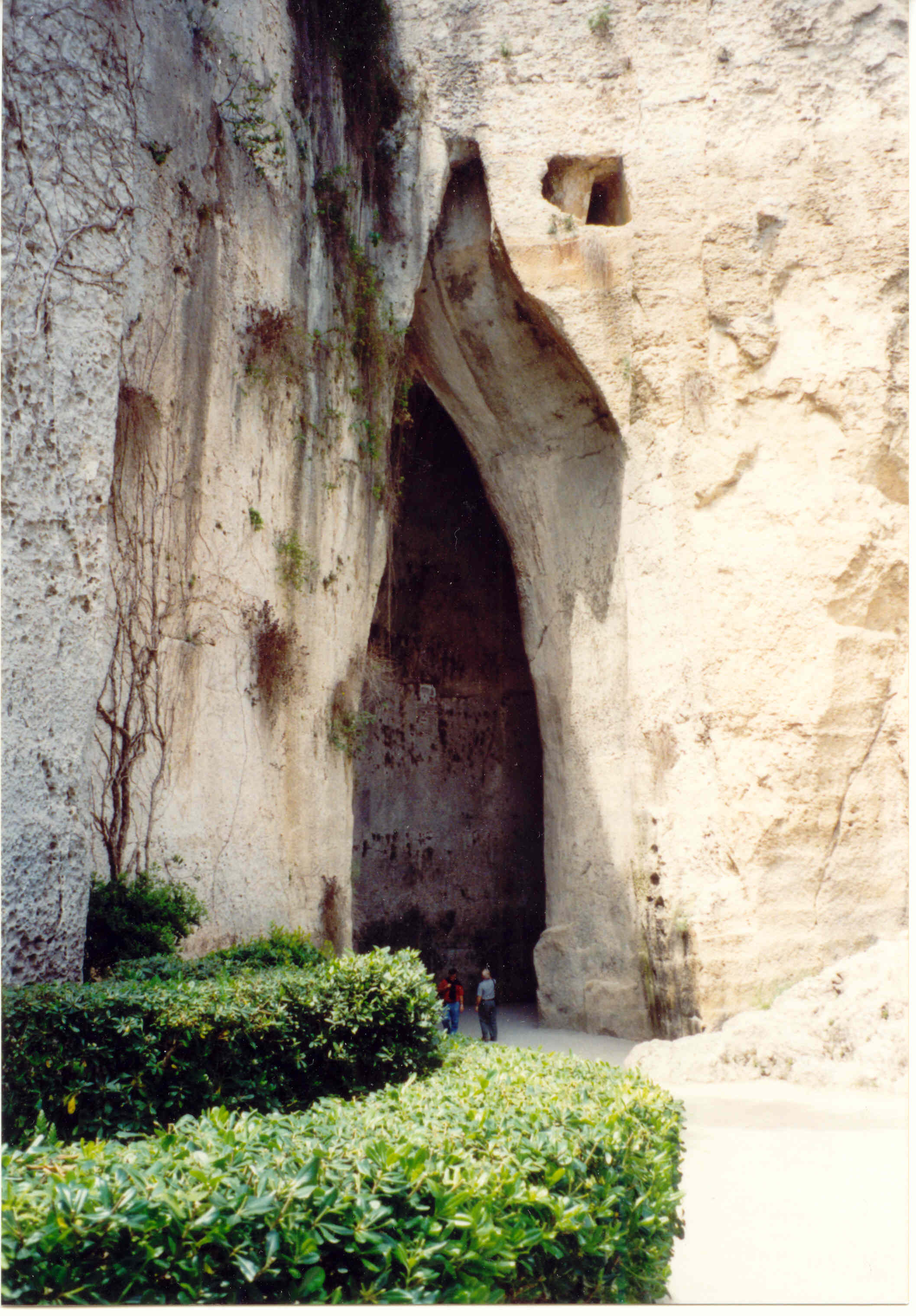
Das Ohr des Dionysios

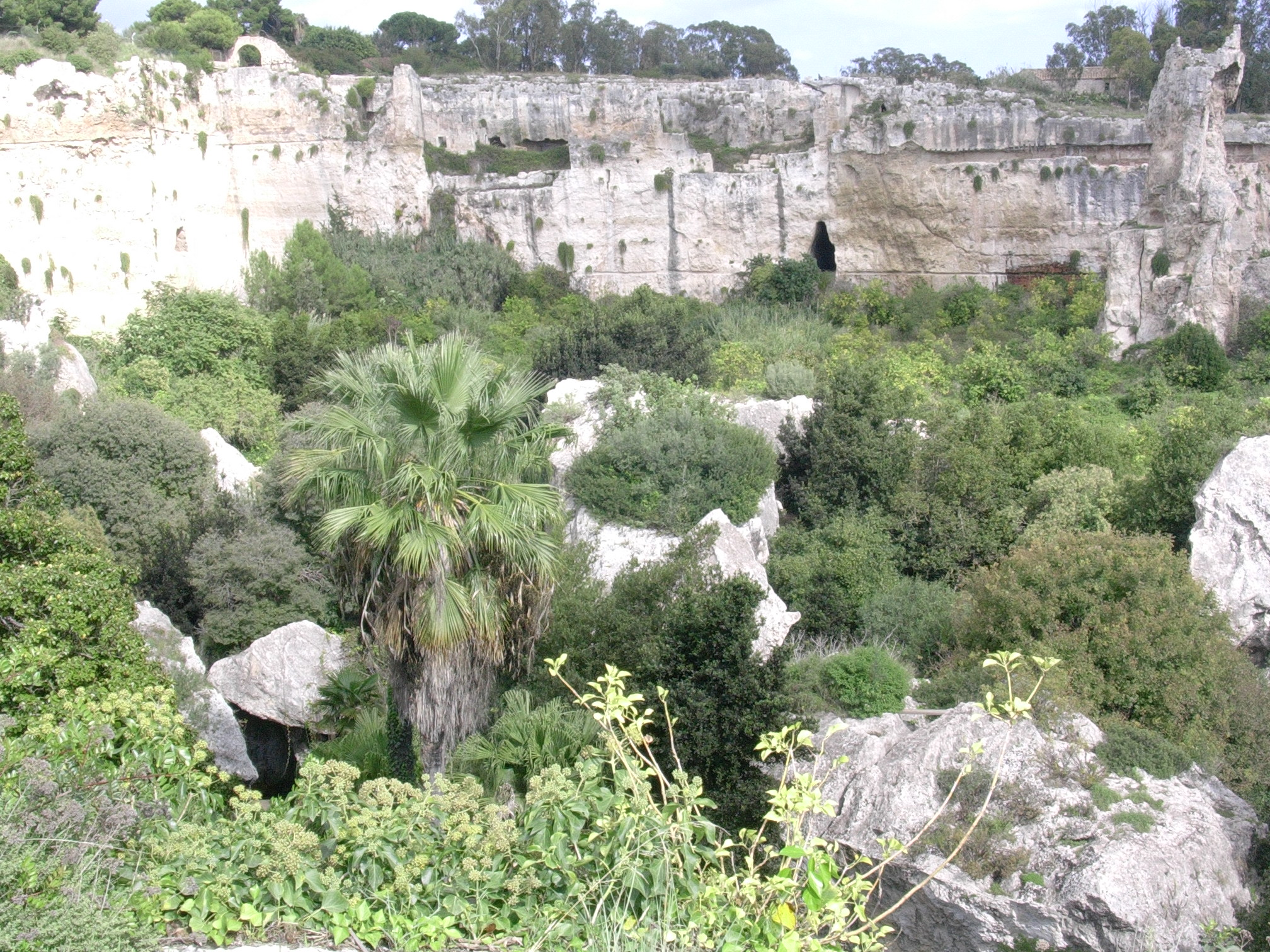
Latomia del Paradiso von oben

Latomien sind antike Steinbrüche. Heute ist der Steinbruch Latomia del Paradiso ein tiefliegender Garten. Zu Zeiten der Griechen handelte es sich dabei um künstliche Höhlen. Die damaligen Bauarbeiter benutzten den Kalkstein aus der Tiefe, da er besser zu bearbeiten war. Es entstanden große Höhlen, die mit Pfeilern, die aus stehengelassenem Material bestanden, abgestützt wurden. Wahrscheinlich im 16. Jahrhundert stürzten die Gewölbe bei einem Erdbeben ein.
Im Nordwesten der Latomia del Paradiso befindet sich das Ohr des Dionysios, eine künstliche Grotte von 65 m Länge, 23 m Höhe und einer Breite von 5 m bis 11 m. Den Namen erhielt sie wegen der Form, die einem menschlichen Ohr ähnelt und wegen des Phänomens, dass sich Schall in der Grotte stark verstärkt. Ausgrabungen brachten auf dem Plateau über der Grotte Reste eines Demeterheiligtums zu Tage. Die Verstärkung des Schalls wurde wahrscheinlich für religiöse Zwecke genutzt.
In der Nähe befindet sich die Seilergrotte (Grotta dei Cordari), die seit 1987 geschlossen ist, da Steinschlaggefahr besteht. Aus diesem Grund sind auch die Zugänge zur Latomia Intagliatella und zur Latomia di S. Venera gesperrt.

## Altar Hierons II.

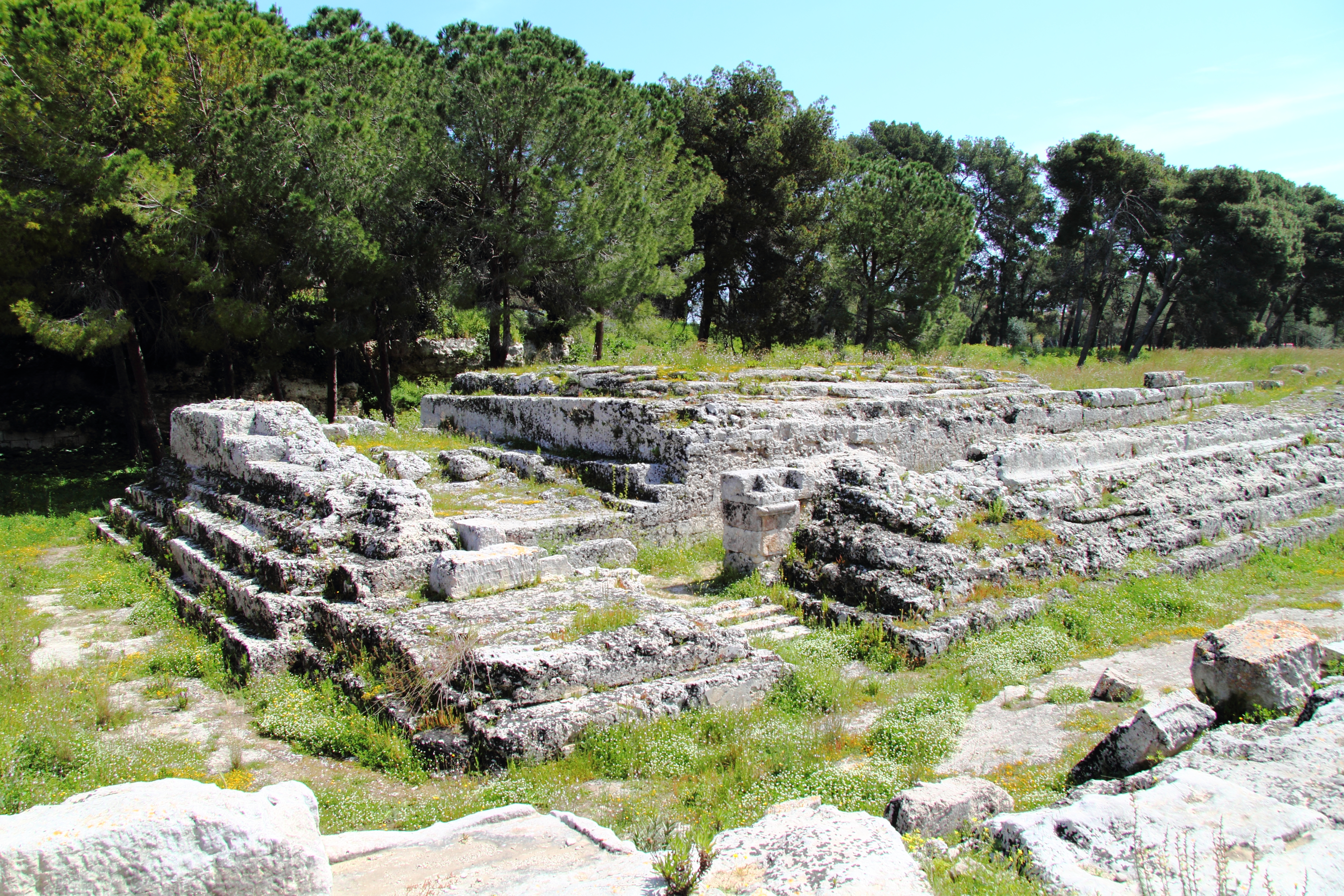
Altar Hierons II.

Gegenüber der Latomia del Paradiso liegt der Altar Hierons II., von dem  nur der aus dem Fels gehauene Teil übrig ist. Die anderen Teile des Altars wurden im 16. Jahrhundert als Baumaterial für spanische Festungsanlagen verwendet. Der Altar wurde zwischen 241 und 215 v. Chr. errichtet. Die Maße mit 198 m × 22,8 m entsprechen den Maßen eines Stadions.

## Griechisches Theater

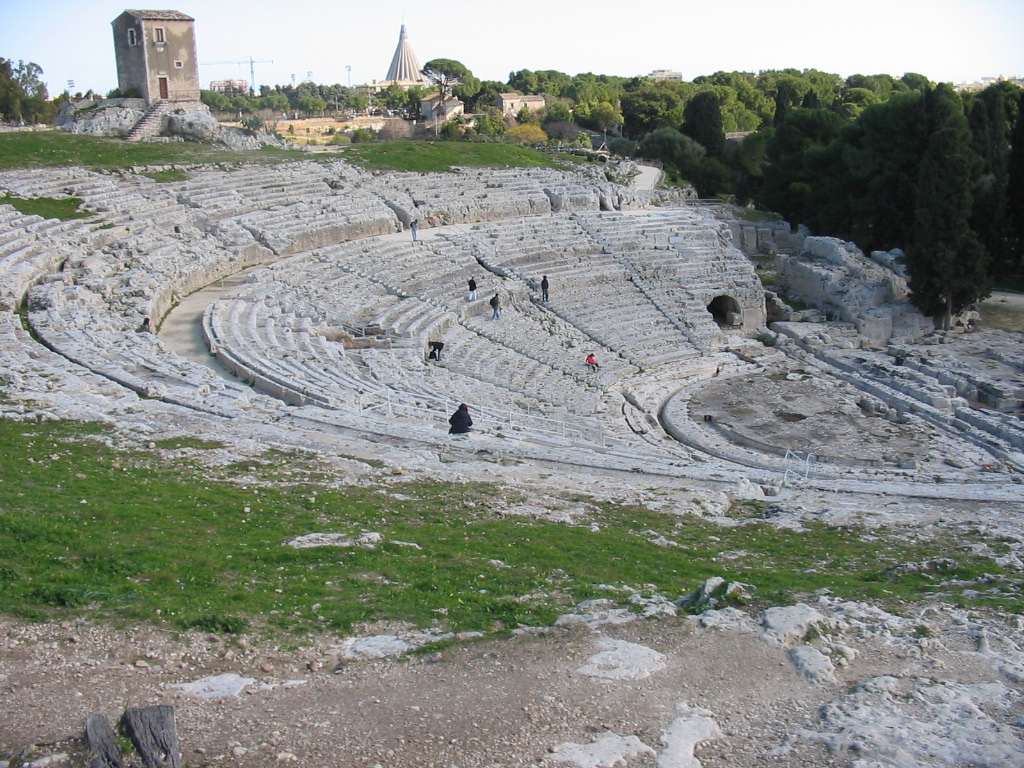
Griechisches Theater

Seit dem 5. Jahrhundert v. Chr. ist die Existenz eines Theaters belegt. Wahrscheinlich handelte es sich aber nicht um das jetzt zu sehende Theater. Das Theater ist sehr flach, es hat nur eine Höhe von 19,1 m. Der Durchmesser beträgt 138,6 m. Das Theater wurde aus dem Fels herausgearbeitet. Das Bühnengebäude hatte eine Höhe von drei Stockwerken. Davor befand sich eine versenkbare Holzbühne, vor der wiederum eine weitere schmale Bühne aus Holz aufgebaut werden konnte. Die Cavea (Zuschauertribüne) war in neun Teile geteilt, jeder Teil gehörte einem Mitglied der Herrscherfamilie, in der Mitte stand eine  Zeusstatue.
Die Römer bauten das Theater erheblich um. Das Bühnengebäude wurde zurückgesetzt und die 17. Sitzreihe entfernt. Die Arena wurde vergrößert und mit einem Gitter geschützt.

## Sonstiges

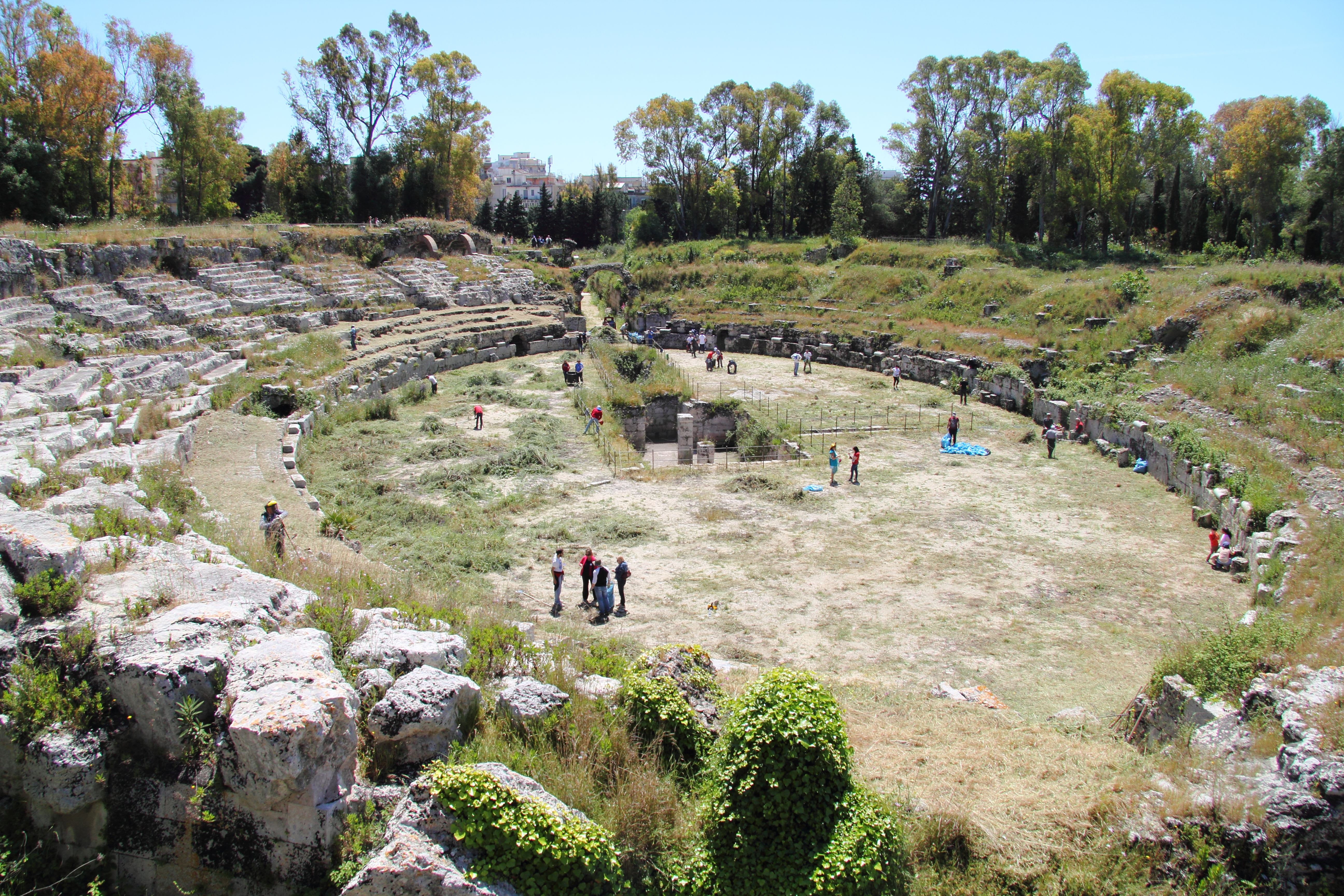
Römisches Amphitheater

Im Norden auf einer Terrasse direkt oberhalb des Theaters befindet sich eine Gräberstraße, die eine Länge von 150 m hat. Hier hingen Bilder der Ahnen und der Helden. In der Mitte der Gräberstraße liegt die Grotta del Ninfeo, ein Nymphaion, dessen Quelle von zwei Aquädukten gespeist wurde, es war mit Statuen der Musen geschmückt. Das Wasser der Grotte diente in spanischer Zeit dem Betrieb mehrerer Wassermühlen, von denen eine westlich des Theaters erhalten ist. Die weiteren kleineren Grotten der Gräberstraße sind christlichen Ursprungs. Oberhalb des Theaters lag das Heiligtum des Apollon Temenites, von dem nur noch Reste vorhanden sind, es gab dem Hügel seinen heutigen Namen.
Das römische Amphitheater wurde im 3. Jahrhundert erbaut. Auf dem Weg zum Theater befinden sich Sarkophage aus Syrakus und Megara Hyblaea aus dem 4. und 3. Jahrhundert v. Chr. Das Amphitheater ist mit einer Fläche von 140 m × 119 m eines der größten des römischen Reiches, die Arena misst 70 m × 40 m.
Die Nekropole Grotticelle, westlich der Latomia di Santa Venera am Ende des Parkes gelegen, stammt aus der Zeit ab dem 7. Jahrhundert v. Chr. Hier befindet sich eine aufwendig gestaltete Grabstelle, die als Grab des Archimedes bezeichnet wird, es handelt sich dabei jedoch um ein Kolumbarium aus römischer Zeit.